# Valeriano Weyler
Pour les articles homonymes, voir Weyler (homonymie).
Valeriano Weyler y Nicolau, 1er duc de Rubí, 1er marquis de Tenerife, Grand d'Espagne, né le 17 septembre 1838 à Palma à Majorque et mort le 20 décembre 1930 à Madrid est un général espagnol. Son nom reste lié à la mise en œuvre de la politique espagnole de reconcentration à Cuba entre 1896 et 1898 et aux premiers camps de concentration de l'Histoire.
Il est le fils du médecin militaire Fernando Weyler y Laviña. Il est à la tête de l'état-major de l'armée espagnole en 1862.

## Biographie
Il est envoyé à Cuba puis plus tard à Saint-Domingue pendant le soulèvement de l'île contre le pouvoir espagnol. De retour en Espagne, il combat les Carlistes lors de la troisième guerre carliste. Il s'y distingue notamment lors de la bataille de Bocairent face au général José Santés y Murgui. En 1878, âgé de quarante ans, il est promu lieutenant-général. Il est nommé capitaine général des Îles Canaries et reçoit le titre de marquis de Ténérife. Entre 1883 et fin 1886, il est capitaine général de Majorque et des Philippines, puis capitaine général de Catalogne entre 1893 et 1896.
Il offre ses services pour mater la rébellion qui embrase Cuba en 1895. Nommé commandant de l'armée coloniale en 1896, son action durant la guerre d'indépendance cubaine est redoutable. Il exerce une violente répression contre les insurgés, créant probablement les premiers camps de concentration de l'histoire où périrent 100 000 civils cubains en deux ans ; voir l'article Politique espagnole de reconcentration. Leur impact sur l'opinion publique cubaine fut terrible, et il est destitué en 1897. Des années plus tard, il tente de justifier son action dans son livre Mi mando en Cuba (en français : « Mon commandement à Cuba »). 
Par la suite, il est nommé capitaine général de Castille, puis ministre de la Guerre (es) à plusieurs reprises (1901-1902, 1905, 1906-1907). Peu après la Semaine tragique, il prend la charge de capitaine général de Catalogne pour la deuxième fois (1909-1914), puis encore une troisième fois en 1920. Il est fait chevalier de l'ordre de la Toison d'or par Alphonse XIII d'Espagne en 1913.
Son caractère, rigide et autoritaire, ne le conduit toutefois pas à rallier la dictature de Primo de Rivera. Il participe même de manière anonyme à la Sanjuanada en 1926, conspiration visant à renverser le dictateur et qui échoue. Il est condamné lors de la répression qui suit cet échec.